# シャトー・ラギオール
シャトー・ラギオール (Château Laguiole) は、フランスのソムリエであったギー・ヴィアリス (Guy Vialis) が発案・デザインをし、リニュー・デュブルベイ(LIGNE|W)が所有・製造をしているソムリエナイフ（ワイン専用オープナー）のブランドである。
以前はティエールのスキップ(SCIP)社が製造を請け負っていたが、2016年のギー・ヴィアリス逝去後に、現メーカーのリニュー・デュブルベイ(LIGNE|W)社CEOセバスチャン・レチエ(Sebastien Lezier)が跡を継いでいる。
ギー・ヴィアリス (Guy Vialis) は、プロ用ソムリエナイフに必要な機能とラギオールナイフの美しい形状を併せ持つワインオープナーを考案。スキップ(SCIP)社の社長・サナジェストと共同で開発に取り組み、1993年にボルドーで開催されたVINEXPO（ワインを主とした世界規模の展示会）でお披露目された。ティエール伝統の手工芸的製法を守っているため、1日100丁の生産が限度だという。
3年に一度選ばれる「ソムリエ世界一」にデザインを依頼しており、商品のバラエティーが豊かである。そのためプロが用いるだけでなくコレクションもされている。
シャトーラギオールは全て同じ形状をしており、基本形状以外のソムリエナイフ、カトラリーは別のブランドとなる。
偽物も数多く存在するが、本物はフック部分に「Château Laguiole®」、フォイルカット用ナイフに「MADE IN FRANCE」の刻印がある。
正規輸入品には、日本正規品が判別可能なQRカード、日本総輸入販売元発行の保証書が付いており、双方の提示により永久保証（TASAKIスペシャルモデルは1年間保証）。

## 特徴
ラギオールで作られる刃物がデザイン上からも実用上からも最も優れていたことに由来する。19世紀初頭、この村には農作業に使用する道具を作る鍛冶職人はいたものの刃物製造の産業はなかったため、19世紀末頃からは刃物文化の中心であるティエールでラギオールナイフは作られるようになった。その後、1985年前後にラギオール村出身の人々が集まり、ラギオール村で自分たちのラギオールナイフを持とうという動きがあり、工場を共同で作り、それが成功すると他の会社もラギオール村に起業した。しかし、もともと鍛冶の町ではないので、全てのパーツ（刃やハンドルなど）をティエールから買ってラギオール村に建てた工場ではその組み立てのみを行っている。
昔ながらのラギオールナイフはナイフ、千枚通し、コルクスクリューの3つが取り付けられている。元々は村の牧童が使用していたナイフであり、千枚通しは腹にガスの溜まった子羊に突き刺しガスを抜くのに使用し、コルクスクリューは農閉期にパリ等にギャルソンとして出稼ぎに行った際にワインのコルクを抜くために使用した。ハンドルには小さなピンで十字架が形作られており、地面などに刺して祈りを捧げるためのものであった。
一つ一つの部品を吟味、工程の約80%を熟練職人によって仕上げられている。最も有用なスクリュー部分は丁寧に手作りされ、挿入しやすく、またハンドルも持ったときの感触が柔らかく、1日に何十本ものボトルを開けるソムリエも疲れず、指が痛くならずに使えるよう作られている。コルク抜栓時にかかる薬指、小指等への荷重、手の平全体にかかる荷重を研究し、人間工学デザインと、味のある天然素材（水牛の角・各種木材など）の融合から生まれるハンドルなどにより、耐久性としなやかさを持ち合わせ、歴代の世界ナンバーワンのソムリエ達に愛用されている。
価格は2021年11月現在、3〜5万円くらいである。
世界ソムリエコンクール入賞者モデルは、2019年優勝マルク・アルメルト（Marc Almert）モデル、2013年優勝パオロ・バッソ（Paolo Basso）モデル、2010年優勝ジェラール・バッセ (Gerard Basset) モデル、2007年優勝アンドレアス・ラッソン (Andreas Larsson) モデル、2000年優勝オリビエ・プシェ (Olivier Poussier) モデル、1998年準優勝エリック・ボーマール (Éric Beaumard) モデル、1998年優勝マルクス・デル・モネゴ (Markus Del Monego) モデル、1995年優勝TASAKIスペシャルモデル、1989年優勝セルジュ・デュブ (Serge Dubs) モデル、1978年優勝ジョゼッペ・ヴァッカリーニ (Giuseppe Vaccarini) モデルの10種類ある。

## 似た名前の商品
シャトー・ラギオールの成功後、フランス国内で一般的なナイフなどを作っていた競合会社達が、こぞって自分たちのラギオール風のソムリエナイフを作り始めた。現在数十社がラギオール風のソムリエナイフを作っており、世界中の様々なマーケットで似たような商品を見ることができる。「プロ用の機能と、ラギオールナイフの美しい形の融合」のアイデアはスキップが先駆者である。ただしラギオール風の形という文化は誰のものでもないので、後発の商品も全く同じものを故意に作らない限りコピーとは言えない。
村名であるラギオール (Laguiole) は登録商標にならないため、この名前を使ったソムリエナイフがいくつか発売され、村のシンボルである「蜜蜂マーク」を意匠を変えて使っているメーカーもあり、日本でも「ライヨール・ナイフ」「セパージュ・ラギュオール」「オーブラック・ラギュオール」が販売されている。